# دره دلاور
دره‌ دلاور (به انگلیسی: Delaware Valley) یا فیلادلفیای بزرگ یک منطقه کلان‌شهری در ایالات متحده آمریکا است که شامل فیلادلفیا و سایر شهرهایی است که در امتداد رود دلاور واقع شده‌اند. دره‌ی دلاور ۷٬۱۴۶٬۷۰۶ نفر جمعیت دارد. این منطقه شامل شهرهای جنوب شرقی پنسیلوانیا، جنوب نیوجرسی، و یک شهرستان در شمال دلاور و یک شهرستان در شمال شرقی مریلند است.